# Cowan (Kalifornija)
Cowan je naseljeno područje za statističke svrhe u američkoj saveznoj državi Kalifornija. Prema popisu stanovništva iz 2010. u njemu je živjelo 318 stanovnika.